# Senopterina infuscata
Senopterina infuscata är en tvåvingeart som beskrevs av Friedrich Georg Hendel 1914. Senopterina infuscata ingår i släktet Senopterina och familjen bredmunsflugor.
Artens utbredningsområde är Bolivia. Inga underarter finns listade i Catalogue of Life.